# Scottsville (Kentucky)
Scottsville is een plaats (city) in de Amerikaanse staat Kentucky, en valt bestuurlijk gezien onder Allen County.

## Demografie
Bij de volkstelling in 2000 werd het aantal inwoners vastgesteld op 4327.
In 2006 is het aantal inwoners door het United States Census Bureau geschat op 4537, een stijging van 210 (4,9%).

## Geografie
Volgens het United States Census Bureau beslaat de plaats een oppervlakte van
14,9 km², geheel bestaande uit land. Scottsville ligt op ongeveer 217 m boven zeeniveau.

## Plaatsen in de nabije omgeving
De onderstaande figuur toont nabijgelegen plaatsen in een straal van 36 km rond Scottsville.